# Coenosia flavissima
Coenosia flavissima är en tvåvingeart som beskrevs av Willi Hennig 1961. Coenosia flavissima ingår i släktet Coenosia och familjen husflugor. Inga underarter finns listade i Catalogue of Life.